# Paramaracandus sexdentatus
Paramaracandus sexdentatus is een hooiwagen uit de familie Assamiidae.